# Sydsvenska industri- och handelskammaren
Sydsvenska Industri- och Handelskammaren är en medlemsägd näringslivsorganisation som arbetar för näringslivet i Sydsverige.

## Organisation
Handelskammaren har cirka 2 500 medlemsföretag och finns i Skåne, Blekinge, Kalmar, Kronobergs och södra Hallands län. Huvudkontoret ligger i Malmö med regionkontor i Växjö och Kalmar. Handelskammarens agenda sätts av ett fullmäktige bestående av näringslivsrepresentanter från hela Sydsverige. Styrelseordförande är Kerstin Lindell, styrelseordförande för Bona AB, och vice ordförande är Sven Kristensson, VD för Nederman AB.
I juni 2025 tillträdde Johan Eklund som VD för Handelskammaren.

## Verksamhet
Analys och påverkansarbete: Handelskammaren bedriver ett omfattande analys- och påverkansarbete inom flera samhällsviktiga områden för att stärka näringslivets konkurrenskraft och tillväxt i Sydsverige. Arbetet utgår från medlemsföretagens behov och fokuserar på policyfrågor inom bland annat energi, infrastruktur, kompetensförsörjning, säkerhet och internationell handel.
Seminarier och nätverk: Handelskammaren arrangerar årligen omkring 250 seminarier, möten och utbildningar i Sydsverige. Syftet är att stärka medlemsföretagens konkurrenskraft samt erbjuda plattformar för erfarenhetsutbyte och samverkan. Handelskammaren driver även tematiska nätverk inom områden som HR, hållbarhet, ledarskap och internationell handel.
Internationell handel: Handelskammaren erbjuder stöd till företag som vill etablera eller expandera sin internationella affärsverksamhet. Verksamheten omfattar rådgivning, utbildningar och hjälp med handelsdokument kopplade till export och import.  En viktig del är exempelvis utfärdandet av handelsdokument, såsom ursprungsintyg och ATA-carneter.